# 1710 Gothard
1710 Gothard је астероид главног астероидног појаса са средњом удаљеношћу од Сунца која износи 2,322 астрономских јединица (АЈ).
Апсолутна магнитуда астероида је 13,3.